# Scolocnemus wallacei
Scolocnemus wallacei is een keversoort uit de familie Rhynchitidae. De wetenschappelijke naam van de soort is voor het eerst geldig gepubliceerd in 1875 door Kirsch.